# ترانه‌شناسی لانا دل ری
لانا دل ری خواننده-ترانه‌سرای آمریکایی است که نه آلبوم استودیویی، چهار آلبوم چندآهنگه (ئی‌پی) و ۳۹ تک‌آهنگ (شامل چهار تک‌آهنگ به‌عنوان هنرمند همراه) منتشر کرده‌است. تا اوت ۲۰۱۹، بیش از ۳٫۲ میلیون نسخه از آلبوم‌های او در ایالات متحده، و ۷٫۱ میلیون نسخه از تک‌آهنگ‌هایش در بریتانیا به فروش رفته‌است.
دل ری در سال ۲۰۰۷ یک قرارداد موسیقی با فایو پوینتز رکوردز بست. او از طریق فایو پوینتز نخستین ئی‌پی خود، بکش بکش (۲۰۰۸) تحت نام لیزی گرانت و نخستین آلبوم استودیویی خود، لانا دل ری (۲۰۱۰) تحت نام لانا دل ری را منتشر کرد. فایو پوینتز قادر به تأمین بودجه لانا دل ری نبود و این آلبوم از فروشگاه‌های موسیقی خارج شده‌است. در سال ۲۰۱۱، دل ری به‌صورت ناشر مؤلف نخستین تک‌آهنگش، «بازی‌های ویدئویی» را با نام هنری کنونی خود، لانا دل ری منتشر کرد. این تک‌آهنگ در میان ۱۰ رتبۀ برتر جدول‌ها قرار گرفت و در بسیاری از کشورهای اروپایی گواهی‌نامه دریافت کرده‌است— از جمله گواهینامه‌های پلاتین دوگانه در آلمان (که به شمارهٔ یک رسید) و سوئیس. در ایالات متحده، «بازی‌های ویدئویی» به شمارهٔ ۹۱ جدول بیلبورد هات ۱۰۰ رسید و گواهی‌نامهٔ طلا از انجمن صنعت ضبط موسیقی ایالات متحده آمریکا (آرآی‌ای‌ای) دریافت کرد.
در سال ۲۰۱۲، دل ری قرارداد مشترک موسیقی با اینترسکوپ و پالیدور رکوردز بست و دومین آلبوم استودیویی خود، زاده‌شده برای مردن را منتشر کرد که شامل «بازی‌های ویدئویی» بود. زاده‌شده برای مردن به شمارهٔ دو جدول بیلبورد ۲۰۰ ایالات متحده رسید و در صدر جدول آلبوم‌های استرالیا و بسیاری از کشورهای اروپایی قرار گرفت. تا سال ۲۰۱۴، این آلبوم یک میلیون نسخه در ایالات متحده و هفت میلیون نسخه در سراسر جهان فروخته بود. پنج تک‌آهنگ دیگر از این آلبوم منتشر شد: «زاده‌شده برای مردن»، «جین آبی»، «اندوه تابستانی»، «سرود ملی» و «بهشت تاریک». «زاده‌شده برای مردن» در اروپا با موفقیت متوسطی روبه‌رو شد و در میان ۱۰ رتبۀ برتر جدول اتریش و بریتانیا قرار گرفت. «اندوه تابستانی» به وسیلهٔ یک ریمیکس از سدریک ژروه پشتیبانی شد که در شمارهٔ شش بیلبورد هات ۱۰۰ قرار گرفت و به نخستین تک‌آهنگ دل ری در جایگاه ۱۰ رتبۀ برتر جدول ایالات متحده تبدیل شد. این تک‌آهنگ در ایتالیا، ایالات متحده (نسخهٔ تک‌خوان)، استرالیا، کانادا و بریتانیا (نسخهٔ ریمیکس) دارای گواهی‌نامه مولتی-پلاتین بود.
دل ری در اواخر سال ۲۰۱۲ ئی‌پی بهشت و نسخه مجدد زاده‌شده برای مردن با عنوان زاده‌شده برای مردن: نسخه بهشت را منتشر کرد. او به ترتیب تک‌آهنگ‌های «جوان و زیبا» و «روزگاری در یک رؤیا» را برای موسیقی‌های متن گتسبی بزرگ (۲۰۱۳) و مالفیسنت (۲۰۱۴) ضبط و منتشر کرد. «جوان و زیبا» در ایالات متحده و کانادا گواهی پلاتین و در استرالیا و ایتالیا مولتی-پلاتین دریافت کرد. سومین آلبوم استودیویی او، خشونت افراطی (۲۰۱۴)، نخستین شماره یک او در بیلبورد ۲۰۰ ایالات متحده بود. این آلبوم در بالاترین جایگاه جدول آلبوم‌های استرالیا، کانادا، نیوزیلند و بریتانیا قرار گرفت. خشونت افراطی به وسیلهٔ چهار تک‌آهنگ پشتیبانی شد: «ساحل غربی» (که در بریتانیا گواهی نقره دریافت کرده‌است)، «خون‌سردی و بی‌تفاوتی»، «خشونت افراطی» و بچه بروکلین. چهارمین آلبوم استودیویی دل ری، ماه عسل (۲۰۱۵)، در صدر جدول آلبوم‌های استرالیا قرار گرفت و باعث ایجاد دو تک‌آهنگ شد: «نشئه کنار ساحل» و «موسیقی که باهاش پسرها را تماشا می‌کنم».
پنجمین آلبوم استودیویی او، شهوت برای زندگی در سال ۲۰۱۷ منتشر شد. این دومین آلبوم شماره یک دل ری در بیلبورد ۲۰۰ بود، و در صدر جدول آلبوم‌های استرالیا، کانادا و بریتانیا قرار گرفت. دو تک‌آهنگ از آن، «عشق» و «شهوت برای زندگی» (با حضور د ویکند) در بریتانیا گواهی نقره دریافت کردند. «عشق» در ایتالیا گواهی طلا دریافت کرد. دل ری ششمین آلبوم استودیویی خود، نورمن فاکینگ راک‌ول! را در سال ۲۰۱۹ منتشر کرد. این آلبوم در جایگاه نخست جدول آلبوم‌های سوئیس و بریتانیا قرار گرفت. یکی از تک‌آهنگ‌های آن، «دواین تایم» (بازخوانی سوب‌لایم) در کانادا گواهی طلا دریافت کرد. درهمان سال او تک‌آهنگ «مرا فرشته صدا نکن» را با آریانا گرانده و مایلی سایرس ضبط کرد که در موسیقی متن فرشتگان چارلی (۲۰۱۹) گنجانده شده‌است و در میان پنج رتبۀ برتر جدول استرالیا، سوئیس و بریتانیا قرار گرفت. در سال ۲۰۲۰، او یک آلبوم گفتاری را برای اولین کتاب شعر خود، بنفشه روی چمن به پشت خم شد منتشر کرد.

## آلبوم‌ها

### آلبوم‌های استودیویی
| عنوان                                                                         | اطلاعات آلبوم | بالاترین جایگاه در جدول | بالاترین جایگاه در جدول | بالاترین جایگاه در جدول | بالاترین جایگاه در جدول | بالاترین جایگاه در جدول | بالاترین جایگاه در جدول | بالاترین جایگاه در جدول | بالاترین جایگاه در جدول | بالاترین جایگاه در جدول | بالاترین جایگاه در جدول | فروش                                                                                   | گواهی‌نامه‌ها |
| عنوان                                                                         | اطلاعات آلبوم | ایالات متحده            | استرالیا                | اتریش                   | کانادا                  | فرانسه                  | آلمان                   | ایتالیا                 | نیوزیلند                | سوئیس                   | بریتانیا                | فروش                                                                                   | گواهی‌نامه‌ها |
| ----------------------------------------------------------------------------- | --- | ----------------------- | ----------------------- | ----------------------- | ----------------------- | ----------------------- | ----------------------- | ----------------------- | ----------------------- | ----------------------- | ----------------------- | -------------------------------------------------------------------------------------- | --- |
| لانا دل ری                                                                    | - انتشار: ۴ ژانویه ۲۰۱۰ - ناشر: ۵ پوینتز - فرمت‌ها: سی‌دی، دانلود دیجیتال                                            | —                       | —                       | —                       | —                       | —                       | —                       | —                       | —                       | —                       | —                       |                                                                                        | |
| زاده‌شده برای مردن                                                             | - انتشار: ۲۷ ژانویه ۲۰۱۲ - ناشر: پالیدور رکوردز، اینترسکوپ رکوردز - فرمت‌ها: سی‌دی، واینل، دانلود دیجیتال، استریمینگ | ۲                       | ۱                       | ۱                       | ۳                       | ۱                       | ۱                       | ۵                       | ۲                       | ۱                       | ۱                       | - جهانی: ۷٬۰۰۰٬۰۰۰ - ایالات متحده: ۱٬۵۰۰٬۰۰۰ - فرانسه: ۱٬۰۰۰٬۰۰۰ - بریتانیا: ۱٬۲۴۸٬۰۰۰ | - ایالات متحده: پلاتین - استرالیا: ۲× پلاتین - بریتانیا: ۴× پلاتین - آلمان: ۴× پلاتین - ایتالیا: پلاتین - آی‌اف‌پی‌آی اتریش: ۲× پلاتین - آی‌اف‌پی‌آی سوئیس: ۲× پلاتین - کانادا: ۲× پلاتین - نیوزیلند: پلاتین - فرانسه: الماس |
| خشونت افراطی                                                                  | - انتشار: ۱۳ ژوئن ۲۰۱۴ - ناشر: پالیدور، اینترسکوپ - فرمت‌ها: سی‌دی، ال‌پی، دانلود دیجیتال، استریمینگ                  | ۱                       | ۱                       | ۵                       | ۱                       | ۲                       | ۳                       | ۲                       | ۱                       | ۲                       | ۱                       | - جهانی: ۲٬۹۰۰٬۰۰۰ - ایالات متحده: ۵۲۹٬۰۰۰ - فرانسه: ۷۰٬۰۰۰ - بریتانیا: ۲۵۵٬۰۰۰        | - ایالات متحده: طلا - استرالیا: طلا - بریتانیا: طلا - آلمان: طلا - ایتالیا: طلا - آی‌اف‌پی‌آی اتریش: طلا - کانادا: طلا - فرانسه: پلاتین                                                                                   |
| ماه عسل                                                                       | - انتشار: ۱۸ سپتامبر ۲۰۱۵ - ناشر: پالیدور، اینترسکوپ - فرمت‌ها: سی‌دی، ال‌پی، دانلود دیجیتال، استریمینگ، نوار کاست    | ۲                       | ۱                       | ۴                       | ۳                       | ۳                       | ۴                       | ۲                       | ۲                       | ۳                       | ۲                       | - جهانی: ۱٬۵۰۰٬۰۰۰ - بریتانیا: ۱۰۵٬۰۰۰ - فرانسه: ۳۵٬۰۰۰ - بریتانیا: ۱۴۰٬۰۰۰            | - بریتانیا: طلا - فرانسه: طلا |
| شهوت برای زندگی                                                               | - انتشار: ۲۱ ژوئیه ۲۰۱۷ - ناشر: پالیدور، اینترسکوپ - فرمت‌ها: سی‌دی، ال‌پی، دانلود دیجیتال، استریمینگ، کاست           | ۱                       | ۱                       | ۵                       | ۱                       | ۲                       | ۸                       | ۶                       | ۲                       | ۲                       | ۱                       | - جهانی: ۱٬۸۰۰٬۰۰۰ - ایالات متحده: ۸۸٬۰۰۰ - بریتانیا: ۱۳۴٬۰۰۰                          | - ایالات متحده: طلا - بریتانیا: طلا - فرانسه: طلا |
| نورمن فاکینگ راک‌ول!                                                           | - انتشار: ۳۰ اوت ۲۰۱۹ - ناشر: پالیدور، اینترسکوپ - فرمت‌ها: سی‌دی، ال‌پی، دانلود دیجیتال، استریمینگ، کاست             | ۳                       | ۴                       | ۷                       | ۳                       | ۴                       | ۵                       | ۵                       | ۵                       | ۱                       | ۱                       | - ایالات متحده: ۶۶٬۰۰۰ - فرانسه: ۳۱٬۰۰۰ - بریتانیا: ۱۳۸٬۰۰۰                            | - ایالات متحده: طلا - بریتانیا: طلا |
| رد هواپیما بالای کانتری کلاب                                                  | - انتشار: ۱۹ مارس ۲۰۲۱ - ناشر: پالیدور، اینترسکوپ - فرمت‌ها: سی‌دی، ال‌پی، دانلود دیجیتال، استریمینگ، کاست            | ۲                       | ۲                       | ۴                       | ۵                       | ۳                       | ۳                       | ۷                       | ۲                       | ۱                       | ۱                       | - ایالات متحده: ۵۸٬۰۰۰ - بریتانیا: ۳۰٬۵۰۰                                              | - بریتانیا: نقره |
| بلو بنسترز                                                                    | - انتشار: ۲۲ اکتبر ۲۰۲۱ - ناشر: پالیدور، اینترسکوپ - فرمت‌ها: سی‌دی، ال‌پی، دانلود دیجیتال، استریمینگ، کاست           | ۸                       | ۳                       | ۸                       | ۱۰                      | ۷                       | ۶                       | ۱۸                      | ۸                       | ۶                       | ۲                       |                                                                                        | - بریتانیا: نقره |
| میدونستی که زیر بلوار اقیانوس تونلی هست                                       | - انتشار: ۲۴ مارس ۲۰۲۳ - ناشر: پالیدور، اینترسکوپ - فرمت‌ها: سی‌دی، ال‌پی، دانلود دیجیتال، استریمینگ، کاست            | ۳                       | ۱                       | ۴                       | ۳                       | ۲                       | ۳                       | ۸                       | ۱                       | ۴                       | ۱                       |                                                                                        | |
| نشانهٔ «—» مواردی را نشان می‌دهد که در آن کشور منتشر نشده یا به جدول نرسیده‌اند. | |                         |                         |                         |                         |                         |                         |                         |                         |                         |                         |                                                                                        | |

### کتاب‌های صوتی
| عنوان                      | اطلاعات آلبوم                                                                 | بالاترین جایگاه در جدول | بالاترین جایگاه در جدول | بالاترین جایگاه در جدول | بالاترین جایگاه در جدول | بالاترین جایگاه در جدول | بالاترین جایگاه در جدول | بالاترین جایگاه در جدول | بالاترین جایگاه در جدول | بالاترین جایگاه در جدول | بالاترین جایگاه در جدول |
| عنوان                      | اطلاعات آلبوم                                                                 | ایالات متحده            | بلژیک (FL)              | بلژیک (WA)              | فرانسه                  | لهستان                  | پرتغال                  | اسکاتلند                | اسپانیا                 | سوئیس                   | بریتانیا                |
| -------------------------- | ----------------------------------------------------------------------------- | ----------------------- | ----------------------- | ----------------------- | ----------------------- | ----------------------- | ----------------------- | ----------------------- | ----------------------- | ----------------------- | ----------------------- |
| بنفشه روی چمن به پشت خم شد | - انتشار: ۲۸ ژوئیه ۲۰۲۰ - ناشر: پالیدور، اینترسکوپ - فرمت‌ها: سی‌دی، ال‌پی، کاست | ۱۹                      | ۴۷                      | ۴۷                      | ۵۷                      | ۳۴                      | ۷                       | ۱۱                      | ۵۹                      | ۸۲                      | ۲۵                      |

### نسخهٔ مجدد
| عنوان                        | اطلاعات آلبوم                                                                           | بالاترین جایگاه در جدول | بالاترین جایگاه در جدول | بالاترین جایگاه در جدول | بالاترین جایگاه در جدول | بالاترین جایگاه در جدول | بالاترین جایگاه در جدول | بالاترین جایگاه در جدول | بالاترین جایگاه در جدول | بالاترین جایگاه در جدول | گواهی‌نامه‌ها                           |
| عنوان                        | اطلاعات آلبوم                                                                           | استرالیا                | بلژیک (FL)              | بلژیک (WA)              | ژاپن                    | مکزیک                   | هلند                    | نیوزیلند                | لهستان                  | سوئد                    | گواهی‌نامه‌ها                           |
| ---------------------------- | --------------------------------------------------------------------------------------- | ----------------------- | ----------------------- | ----------------------- | ----------------------- | ----------------------- | ----------------------- | ----------------------- | ----------------------- | ----------------------- | ------------------------------------- |
| زاده‌شده برای مردن: نسخه بهشت | - انتشار: ۹ نوامبر ۲۰۱۲ - ناشر: پالیدور، اینترسکوپ - فرمت‌ها: سی‌دی، ال‌پی، دانلود دیجیتال | ۱۷                      | ۶                       | ۱۵                      | ۳۵                      | ۲۲                      | ۱۵                      | ۶                       | ۴                       | ۲۲                      | - استرالیا: پلاتین - نیوزیلند: پلاتین |

### کلکسیون جعبه‌ای
| عنوان    | اطلاعات آلبوم                                                |
| -------- | ------------------------------------------------------------ |
| تک‌آهنگ‌ها | - انتشار: ۱۰ دسامبر ۲۰۱۲ - ناشر: پالیدور - فرمت: ضبط ۷ اینچی |

## آلبوم‌های چندآهنگه
| عنوان                                                                         | اطلاعات                                                                               | بالاترین جایگاه در جدول | بالاترین جایگاه در جدول | بالاترین جایگاه در جدول | بالاترین جایگاه در جدول | بالاترین جایگاه در جدول | فروش                    | گواهی‌نامه‌ها        |
| عنوان                                                                         | اطلاعات                                                                               | ایالات متحده            | ایالات متحده راک        | استرالیا                | کانادا                  | نیوزیلند                | فروش                    | گواهی‌نامه‌ها        |
| ----------------------------------------------------------------------------- | ------------------------------------------------------------------------------------- | ----------------------- | ----------------------- | ----------------------- | ----------------------- | ----------------------- | ----------------------- | ------------------ |
| بکش بکش                                                                       | - انتشار: ۲۱ اکتبر ۲۰۰۸ - ناشر: فایو پوینتز - فرمت: دانلود دیجیتال                    | —                       | —                       | —                       | —                       | —                       |                         |                    |
| لانا دل ری                                                                    | - انتشار: ۱۰ ژانویه ۲۰۱۲ - ناشر: پالیدور، اینترسکوپ - فرمت: دانلود دیجیتال            | ۲۰                      | ۶                       | —                       | ۱۸                      | —                       |                         |                    |
| بهشت                                                                          | - انتشار: ۹ نوامبر ۲۰۱۲ - ناشر: پالیدور، اینترسکوپ - فرمت: سی‌دی، ال‌پی، دانلود دیجیتال | ۱۰                      | ۴                       | ۱۹                      | ۱۰                      | ۱۹                      | - ایالات متحده: ۳۳۲٬۰۰۰ | - استرالیا: پلاتین |
| تروپیکو                                                                       | - انتشار: ۶ دسامبر ۲۰۱۳ - ناشر: پالیدور، اینترسکوپ - فرمت: دانلود دیجیتال             | —                       | —                       | —                       | —                       | —                       |                         |                    |
| نشانهٔ «—» مواردی را نشان می‌دهد که در آن کشور منتشر نشده یا به جدول نرسیده‌اند. |                                                                                       |                         |                         |                         |                         |                         |                         |                    |

## تک‌آهنگ‌ها

### به عنوان هنرمند اصلی
| عنوان                                                                         | سال  | بالاترین جایگاه در جدول | بالاترین جایگاه در جدول | بالاترین جایگاه در جدول | بالاترین جایگاه در جدول | بالاترین جایگاه در جدول | بالاترین جایگاه در جدول | بالاترین جایگاه در جدول | بالاترین جایگاه در جدول | بالاترین جایگاه در جدول | بالاترین جایگاه در جدول | فروش                                                     | گواهی‌نامه‌ها | آلبوم                                   |
| عنوان                                                                         | سال  | ایالات متحده            | استرالیا                | اتریش                   | کانادا                  | فرانسه                  | آلمان                   | ایتالیا                 | نیوزیلند                | سوئیس                   | بریتانیا                | فروش                                                     | گواهی‌نامه‌ها | آلبوم                                   |
| ----------------------------------------------------------------------------- | ---- | ----------------------- | ----------------------- | ----------------------- | ----------------------- | ----------------------- | ----------------------- | ----------------------- | ----------------------- | ----------------------- | ----------------------- | -------------------------------------------------------- | --- | --------------------------------------- |
| «بازی‌های ویدئویی»                                                             | ۲۰۱۱ | ۹۱                      | ۲۳                      | ۲                       | ۷۲                      | ۲                       | ۱                       | ۲۷                      | —                       | ۲                       | ۹                       | - جهانی: ۲٬۶۰۰٬۰۰۰ - بریتانیا: ۸۹۰٬۰۰۰ - فرانسه: ۱۷۷٬۰۰۰ | - ایالات متحده: طلا - استرالیا: طلا - بریتانیا: پلاتین - آلمان: ۲× پلاتین - ایتالیا: طلا - آی‌اف‌پی‌آی اتریش: پلاتین - آی‌اف‌پی‌آی سوئیس: ۲× پلاتین - کانادا: طلا | زاده‌شده برای مردن                       |
| «زاده‌شده برای مردن»                                                           | ۲۰۱۱ | —                       | ۳۴                      | ۱۰                      | —                       | ۱۳                      | ۲۹                      | ۱۵                      | —                       | ۱۳                      | ۹                       | - بریتانیا: ۵۲۵٬۰۰۰                                      | - استرالیا: طلا - بریتانیا: پلاتین - آلمان: طلا - ایتالیا: پلاتین - کانادا: طلا                                                                             | زاده‌شده برای مردن                       |
| «جین آبی»                                                                     | ۲۰۱۲ | —                       | —                       | —                       | —                       | ۱۶                      | —                       | ۴۹                      | —                       | ۳۹                      | ۳۲                      | - بریتانیا: ۳۳۲٬۰۰۰                                      | - بریتانیا: طلا - ایتالیا: طلا - کانادا: طلا | زاده‌شده برای مردن                       |
| «اندوه تابستانی»                                                              | ۲۰۱۲ | —                       | —                       | ۸                       | —                       | ۱۰                      | ۴                       | ۶                       | ۲۳                      | ۳                       | —                       |                                                          | - ایالات متحده: ۴× پلاتین - آلمان: ۳× طلا - ایتالیا: ۳× پلاتین - آی‌اف‌پی‌آی اتریش: طلا - آی‌اف‌پی‌آی سوئیس: طلا                                                  | زاده‌شده برای مردن                       |
| «سرود ملی»                                                                    | ۲۰۱۲ | —                       | —                       | —                       | —                       | ۱۵۲                     | —                       | —                       | —                       | —                       | ۹۲                      | - بریتانیا: ۱۵۵٬۰۰۰                                      | - بریتانیا: نقره | زاده‌شده برای مردن                       |
| «راید»                                                                        | ۲۰۱۲ | —                       | ۸۹                      | ۶۳                      | —                       | ۵۶                      | ۴۴                      | ۸۳                      | —                       | ۲۰                      | ۳۲                      | - بریتانیا: ۱۴۸٬۰۰۰                                      | - بریتانیا: نقره | زاده‌شده برای مردن: نسخهٔ بهشت            |
| «بهشت تاریک»                                                                  | ۲۰۱۳ | —                       | —                       | ۴۲                      | —                       | —                       | ۴۵                      | —                       | —                       | ۴۸                      | —                       |                                                          | | زاده‌شده برای مردن                       |
| «جوان و زیبا»                                                                 | ۲۰۱۳ | ۲۲                      | ۸                       | ۵۷                      | ۴۵                      | ۳۱                      | ۵۰                      | ۸                       | ۲۳                      | ۳۱                      | ۲۳                      | - ایالات متحده: ۱٬۶۰۰٬۰۰۰ - بریتانیا: ۴۷۷٬۰۰۰            | - ایالات متحده: پلاتین - استرالیا: ۴× پلاتین - بریتانیا: پلاتین - ایتالیا: ۲× پلاتین - کانادا: پلاتین - نیوزیلند: طلا                                       | گتسبی بزرگ                              |
| «اندوه تابستانی (ریمیکس)» (با سدریک ژروه)                                     | ۲۰۱۳ | ۶                       | ۳                       | —                       | ۷                       | —                       | —                       | —                       | ۳۰                      | —                       | ۴                       | - ایالات متحده: ۲٬۰۰۰٬۰۰۰ - بریتانیا: ۱٬۳۰۰٬۰۰۰          | - استرالیا: ۴× پلاتین - بریتانیا: ۲× پلاتین - کانادا: ۲× پلاتین - نیوزیلند: طلا                                                                             | تک‌آهنگ بدون آلبوم                       |
| «جوان و زیبا (ریمیکس)» (با سدریک ژروه)                                        | ۲۰۱۳ | —                       | —                       | —                       | —                       | —                       | —                       | —                       | ۳۸                      | —                       | —                       |                                                          | - نیوزیلند: طلا | تک‌آهنگ بدون آلبوم                       |
| «روزگاری در یک رؤیا»                                                          | ۲۰۱۴ | —                       | ۹۶                      | —                       | —                       | ۱۲۲                     | —                       | ۷۰                      | —                       | —                       | ۶۰                      | - ایالات متحده: ۲۷۱٬۰۰۰                                  | | مالفیسنت                                |
| «ساحل غربی»                                                                   | ۲۰۱۴ | ۱۷                      | ۴۴                      | ۳۹                      | ۲۶                      | ۳۴                      | ۲۲                      | ۱۸                      | ۳۱                      | ۱۳                      | ۲۱                      | - بریتانیا: ۲۰۶٬۰۰۰                                      | - بریتانیا: نقره | خشونت افراطی                            |
| «خون‌سردی و بی‌تفاوتی»                                                          | ۲۰۱۴ | ۷۹                      | ۵۰                      | —                       | ۵۲                      | ۳۷                      | —                       | ۳۵                      | —                       | ۴۳                      | ۱۴۴                     |                                                          | | خشونت افراطی                            |
| «خشونت افراطی»                                                                | ۲۰۱۴ | ۷۰                      | —                       | —                       | ۳۸                      | ۸۸                      | —                       | —                       | —                       | —                       | ۱۰۵                     |                                                          | | خشونت افراطی                            |
| «بچه بروکلین»                                                                 | ۲۰۱۴ | —                       | ۳۵                      | ۶۴                      | ۶۰                      | ۳۳                      | —                       | ۵۰                      | ۱۹                      | ۱۶                      | ۸۶                      |                                                          | | خشونت افراطی                            |
| «نشئه کنار ساحل»                                                              | ۲۰۱۵ | ۵۱                      | ۵۱                      | ۵۶                      | ۳۹                      | ۱۴                      | ۷۵                      | ۹۳                      | —                       | ۵۸                      | ۶۰                      |                                                          | | ماه عسل                                 |
| «موسیقی که باهاش پسرها را تماشا می‌کنم»                                        | ۲۰۱۵ | —                       | —                       | —                       | —                       | ۱۱۷                     | —                       | —                       | —                       | —                       | ۱۸۶                     |                                                          | | ماه عسل                                 |
| «عشق»                                                                         | ۲۰۱۷ | ۴۴                      | ۴۱                      | ۴۳                      | ۴۸                      | ۸۴                      | ۶۸                      | ۵۳                      | —                       | ۲۷                      | ۴۱                      | - بریتانیا: ۲۰۳٬۰۰۰                                      | - بریتانیا: نقره - ایتالیا: طلا | شهوت برای زندگی                         |
| «شهوت برای زندگی» (با حضور د ویکند)                                           | ۲۰۱۷ | ۶۴                      | ۴۴                      | ۵۱                      | ۳۹                      | ۶۶                      | ۶۵                      | ۵۸                      | —                       | ۴۸                      | ۳۸                      | - بریتانیا: ۱۷۵٬۰۰۰                                      | - بریتانیا: نقره | شهوت برای زندگی                         |
| «سامر بامر» (با حضور ایسپ راکی و پلی‌بوی کارتی)                                | ۲۰۱۷ | —                       | —                       | —                       | ۸۰                      | —                       | —                       | —                       | —                       | —                       | ۸۱                      |                                                          | | شهوت برای زندگی                         |
| «عشق من» (با حضور ایسپ راکی)                                                  | ۲۰۱۷ | —                       | —                       | —                       | —                       | —                       | —                       | —                       | —                       | —                       | —                       |                                                          | | شهوت برای زندگی                         |
| «تو باید دوستم داشته باشی» (با اندرو لوید وبر)                                | ۲۰۱۸ | —                       | —                       | —                       | —                       | —                       | —                       | —                       | —                       | —                       | —                       |                                                          | | نقاب برداشتن: مجموعهٔ پلاتینی            |
| «مجتمع آپارتمانی مارینرز»                                                     | ۲۰۱۸ | —                       | ۹۳                      | —                       | —                       | —                       | —                       | —                       | —                       | ۸۹                      | ۷۹                      |                                                          | | نورمن فاکینگ راکول!                     |
| «ونیز بچ»                                                                     | ۲۰۱۸ | —                       | —                       | —                       | —                       | —                       | —                       | —                       | —                       | —                       | —                       |                                                          | | نورمن فاکینگ راکول!                     |
| «امید برای زنی مثل من چیز خطرناکیه – اما من دارمش»                            | ۲۰۱۹ | —                       | —                       | —                       | —                       | —                       | —                       | —                       | —                       | —                       | ۹۹                      |                                                          | | نورمن فاکینگ راکول!                     |
| «دواین تایم»                                                                  | ۲۰۱۹ | ۵۹                      | —                       | —                       | ۶۰                      | ۱۶۲                     | —                       | —                       | —                       | ۷۰                      | ۴۲                      |                                                          | - بریتانیا: نقره - کانادا: طلا | نورمن فاکینگ راکول!                     |
| «بهترین»                                                                      | ۲۰۱۹ | —                       | —                       | —                       | —                       | —                       | —                       | —                       | —                       | —                       | —                       |                                                          | | نورمن فاکینگ راکول!                     |
| «مرا فرشته صدا نکن» (با آریانا گرانده و مایلی سایرس)                          | ۲۰۱۹ | ۱۳                      | ۴                       | ۱۲                      | ۷                       | ۶۴                      | ۱۱                      | ۳۹                      | ۶                       | ۴                       | ۲                       |                                                          | - استرالیا: طلا - بریتانیا: نقره - کانادا: طلا | فرشتگان چارلی                           |
| «بذار مثل یه زن عاشقت باشم»                                                   | ۲۰۲۰ | —                       | —                       | —                       | —                       | —                       | —                       | —                       | —                       | ۸۵                      | ۸۷                      |                                                          | | رد هواپیما بالای کانتری کلاب            |
| «رد هواپیما بالای کانتری کلاب»                                                | ۲۰۲۱ | —                       | —                       | —                       | —                       | —                       | —                       | —                       | —                       | ۹۴                      | ۵۸                      |                                                          | | رد هواپیما بالای کانتری کلاب            |
| «لباس سفید»                                                                   | ۲۰۲۱ | —                       | —                       | —                       | —                       | —                       | —                       | —                       | —                       | —                       | ۵۱                      |                                                          | | رد هواپیما بالای کانتری کلاب            |
| «تولسا جیسس فریک»                                                             | ۲۰۲۱ | —                       | —                       | —                       | —                       | —                       | —                       | —                       | —                       | —                       | ۸۱                      |                                                          | | رد هواپیما بالای کانتری کلاب            |
| «بلو بنسترز»                                                                  | ۲۰۲۱ | —                       | —                       | —                       | —                       | —                       | —                       | —                       | —                       | —                       | —                       |                                                          | | بلو بنسترز                              |
| «آرکیدیا»                                                                     | ۲۰۲۱ | —                       | —                       | —                       | —                       | —                       | —                       | —                       | —                       | —                       | —                       |                                                          | | بلو بنسترز                              |
| «چشمان اشک‌آلود»                                                               | ۲۰۲۲ | —                       | —                       | —                       | ۹۸                      | —                       | —                       | —                       | —                       | —                       | ۸۷                      |                                                          | | سرخوشی: فصل ۲ (موسیقی متن سریال اچ‌بی‌او) |
| «میدونستی که زیر بلوار اقیانوس تونلی هست»                                     | ۲۰۲۲ | —                       | —                       | —                       | —                       | —                       | —                       | —                       | —                       | —                       | ۹۸                      |                                                          | | میدونستی که زیر بلوار اقیانوس تونلی هست |
| «A&W»                                                                         | ۲۰۲۳ | —                       | —                       | —                       | ۸۴                      | —                       | —                       | —                       | —                       | —                       | ۴۱                      |                                                          | | میدونستی که زیر بلوار اقیانوس تونلی هست |
| «د گرانتز»                                                                    | ۲۰۲۳ | —                       | —                       | —                       | —                       | —                       | —                       | —                       | —                       | —                       | —                       |                                                          | | میدونستی که زیر بلوار اقیانوس تونلی هست |
| نشانهٔ «—» مواردی را نشان می‌دهد که در آن کشور منتشر نشده یا به جدول نرسیده‌اند. |      |                         |                         |                         |                         |                         |                         |                         |                         |                         |                         |                                                          | |                                         |

### به عنوان هنرمند همراه
| «منتظر زندگی باش» (امیلی هینی با حضور لانا دل ری)     | ۲۰۱۵ | —  | —  | —  | ما سقوط می‌کنیم                 |
| «زن» (کت پاور با حضور لانا دل ری)                     | ۲۰۱۸ | ۲۰ | —  | —  | سرگردان                        |
| «خدا جوانان ما را حفظ کند» (بورنس با حضور لانا دل ری) | ۲۰۱۸ | —  | ۱۷ | —  | مدونای آبی                     |
| «توهم‌زاها» (مت میسون با حضور لانا دل ری)              | ۲۰۲۰ | —  | —  | ۲۶ | روی مراسم خاک‌سپاری حساب باز کن |
| «زندگی پنهان» (بلیچرز با حضور لانا دل ری)             | ۲۰۲۱ | —  | —  | —  | اندوه شب شنبه را نابود کن      |
| نشانهٔ «—» مواردی را نشان می‌دهد که به جدول نرسیده‌اند.  |      |    |    |    |                                |

### تک‌آهنگ‌های تبلیغاتی
| «آف تو د ریسز»                        | ۲۰۱۱                                                                          | — | ۴۰ | — | —   | —  | — | —  | — | —   | زاده‌شده برای مردن                    |
| «کارمن»                               | ۲۰۱۲                                                                          | — | —  | — | —   | —  | — | —  | — | —   | زاده‌شده برای مردن                    |
| «مخمل آبی»                            | ۲۰۱۲                                                                          | — | —  | — | ۴۰  | —  | — | —  | — | ۶۰  | بهشت                                 |
| «میل آتشین»                           | ۲۰۱۳                                                                          | — | —  | — | —   | —  | — | —  | — | ۱۷۲ | بهشت                                 |
| «زیبای سیاه»                          | ۲۰۱۴                                                                          | — | —  | — | —   | —  | — | —  | — | ۱۷۹ | خشونت افراطی                         |
| «ترنس تو را دوست داره»                | ۲۰۱۵                                                                          | — | —  | — | ۱۲۸ | —  | — | —  | — | ۱۸۸ | ماه عسل                              |
| «ماه عسل»                             | ۲۰۱۵                                                                          | — | —  | — | ۱۵۴ | —  | — | ۸۴ | — | —   | ماه عسل                              |
| «کواچلا - ووداستاک در ذهن من»         | ۲۰۱۷                                                                          | — | —  | — | ۸۲  | —  | — | —  | — | —   | شهوت برای زندگی                      |
| «فصل جادو»                            | ۲۰۱۹                                                                          | — | ۲۳ | — | —   | —  | — | ۸۱ | — | —   | داستان‌های ترسناک برای گفتن در تاریکی |
| «به دنبال آمریکا»                     | ۲۰۱۹                                                                          | — | —  | — | —   | —  | — | ۵۲ | — | —   | تک‌آهنگ تبلیغاتی بدون آلبوم           |
| «گور باباش من عاشقتم»                 | ۲۰۱۹                                                                          | — | —  | — | ۱۷۹ | ۵۹ | — | —  | — | ۵۹  | نورمن فاکینگ راکول!                  |
| «ال‌ای می کی هستم که دوستت داشته باشم» | ۲۰۲۰                                                                          | — | —  | — | —   | —  | — | —  | — | —   | بنفشه روی چمن به پشت خم شد           |
| «تو هیچ‌گاه تنها گام برنخواهی داشت»    | ۲۰۲۰                                                                          | — | —  | — | —   | —  | — | —  | — | —   | تک‌آهنگ تبلیغاتی بدون آلبوم           |
| «گل وحشی سوزان»                       | ۲۰۲۱                                                                          | — | —  | — | —   | —  | — | —  | — | —   | بلو بنسترز                           |
| «کتاب صوتی»                           | ۲۰۲۱                                                                          | — | ۴۴ | — | —   | —  | — | —  | — | —   | بلو بنسترز                           |
|                                       | نشانهٔ «—» مواردی را نشان می‌دهد که در آن کشور منتشر نشده یا به جدول نرسیده‌اند. |   |    |   |     |    |   |    |   |     |                                      |

## سایر ترانه‌های واردشده به جدول
| عنوان                                                                         | سال  | بالاترین جایگاه در جدول | بالاترین جایگاه در جدول | بالاترین جایگاه در جدول | بالاترین جایگاه در جدول | بالاترین جایگاه در جدول | بالاترین جایگاه در جدول | بالاترین جایگاه در جدول | بالاترین جایگاه در جدول | بالاترین جایگاه در جدول | گواهی‌نامه‌ها                    | آلبوم                        |
| عنوان                                                                         | سال  | ایالات متحده            | ایالات متحده راک        | ایالات متحده آراندبی    | کانادا                  | فرانسه                  | ایرلند                  | نیوزیلند                | سوئد                    | بریتانیا                | گواهی‌نامه‌ها                    | آلبوم                        |
| ----------------------------------------------------------------------------- | ---- | ----------------------- | ----------------------- | ----------------------- | ----------------------- | ----------------------- | ----------------------- | ----------------------- | ----------------------- | ----------------------- | ------------------------------ | ---------------------------- |
| «رادیو»                                                                       | ۲۰۱۲ | —                       | —                       | —                       | —                       | ۶۷                      | —                       | —                       | —                       | —                       |                                | زاده‌شده برای مردن            |
| «بدون تو»                                                                     | ۲۰۱۲ | —                       | —                       | —                       | —                       | —                       | —                       | —                       | —                       | ۱۲۱                     |                                | زاده‌شده برای مردن            |
| «بازتاب دی-گلو» (بابی وومک با حضور لانا دل ری)                                | ۲۰۱۲ | —                       | —                       | —                       | —                       | ۱۳۸                     | —                       | —                       | —                       | —                       |                                | شجاع‌ترین مرد دنیا            |
| «بادی الکتریک»                                                                | ۲۰۱۲ | —                       | ۳۲                      | —                       | —                       | ۱۰۳                     | —                       | —                       | —                       | ۱۶۰                     |                                | بهشت                         |
| «بل ایر»                                                                      | ۲۰۱۲ | —                       | ۵۰                      | —                       | —                       | ۱۰۵                     | —                       | —                       | —                       | ۱۸۴                     |                                | بهشت                         |
| «خدایان و هیولاها»                                                            | ۲۰۱۲ | —                       | ۱۵                      | —                       | —                       | ۹۲                      | —                       | —                       | —                       | ۳۹                      |                                | بهشت                         |
| «کولا»                                                                        | ۲۰۱۲ | —                       | ۲۲                      | —                       | —                       | ۷۱                      | ۹۹                      | —                       | —                       | ۱۲۰                     |                                | بهشت                         |
| «آمریکایی»                                                                    | ۲۰۱۲ | —                       | ۲۹                      | —                       | —                       | ۸۴                      | —                       | —                       | —                       | ۱۵۱                     |                                | بهشت                         |
| «یاو»                                                                         | ۲۰۱۲ | —                       | —                       | —                       | —                       | ۱۲۰                     | —                       | —                       | —                       | —                       |                                | بهشت                         |
| «جهان بی‌رحم»                                                                  | ۲۰۱۴ | —                       | —                       | —                       | —                       | —                       | —                       | —                       | —                       | —                       |                                | خشونت افراطی                 |
| «پولدار پیر»                                                                  | ۲۰۱۴ | —                       | —                       | —                       | —                       | ۱۹۰                     | —                       | —                       | —                       | —                       |                                | خشونت افراطی                 |
| «این خوشبختیه؟»                                                               | ۲۰۱۴ | —                       | —                       | —                       | —                       | ۱۶۴                     | —                       | —                       | —                       | ۱۶۱                     |                                | خشونت افراطی                 |
| «کیلوهای فلوریدا»                                                             | ۲۰۱۴ | —                       | —                       | —                       | —                       | —                       | —                       | —                       | —                       | ۱۹۵                     |                                | خشونت افراطی                 |
| «اسیر» (د ویکند با حضور لانا دل ری)                                           | ۲۰۱۵ | ۴۷                      | —                       | ۱۶                      | ۵۱                      | ۱۱۳                     | —                       | —                       | ۹۵                      | ۷۸                      | - کانادا: طلا                  | زیبایی پشت دیوانگی           |
| «فریک»                                                                        | ۲۰۱۵ | —                       | —                       | —                       | —                       | —                       | —                       | —                       | —                       | —                       |                                | ماه عسل                      |
| «اینترلود دختر ستاره‌ای» (د ویکند با حضور لانا دل ری)                          | ۲۰۱۶ | ۶۱                      | —                       | ۲۱                      | ۵۱                      | —                       | —                       | —                       | —                       | ۵۱                      | - کانادا: طلا                  | استاربوی                     |
| «۱۳ ساحل»                                                                     | ۲۰۱۷ | —                       | ۲۷                      | —                       | —                       | ۱۹۵                     | —                       | —                       | ۸۹                      | —                       |                                | شهوت برای زندگی              |
| «گیلاس»                                                                       | ۲۰۱۷ | —                       | —                       | —                       | —                       | —                       | —                       | —                       | —                       | —                       |                                | شهوت برای زندگی              |
| «مردم زیبا با مشکلات زیبا» (با حضور استیوی نیکس)                              | ۲۰۱۷ | —                       | ۲۹                      | —                       | —                       | —                       | —                       | —                       | —                       | —                       |                                | شهوت برای زندگی              |
| «فردا هیچ‌وقت نیامد» (با حضور شان لنون)                                        | ۲۰۱۷ | —                       | ۴۰                      | —                       | —                       | —                       | —                       | —                       | —                       | —                       |                                | شهوت برای زندگی              |
| «آزاد شو»                                                                     | ۲۰۱۷ | —                       | ۲۰                      | —                       | —                       | —                       | —                       | —                       | —                       | —                       |                                | شهوت برای زندگی              |
| «نورمن فاکینگ راکول»                                                          | ۲۰۱۹ | —                       | —                       | —                       | —                       | —                       | —                       | —                       | —                       | ۴۴                      |                                | نورمن فاکینگ راکول!          |
| «ترانه عشق»                                                                   | ۲۰۱۹ | —                       | —                       | —                       | —                       | —                       | —                       | —                       | —                       | —                       |                                | نورمن فاکینگ راکول!          |
| «دختر دارچینی»                                                                | ۲۰۱۹ | —                       | —                       | —                       | —                       | —                       | —                       | —                       | —                       | —                       |                                | نورمن فاکینگ راکول!          |
| «تاریک اما فقط یک بازی»                                                       | ۲۰۲۱ | —                       | —                       | —                       | —                       | —                       | —                       | —                       | —                       | —                       |                                | رد هواپیما بالای کانتری کلاب |
| «لباس شنای سیاه»                                                              | ۲۰۲۱ | —                       | ۴۰                      | —                       | —                       | —                       | —                       | —                       | —                       | —                       |                                | بلو بنسترز                   |
| «اگر تو کنار من دراز کشیدی»                                                   | ۲۰۲۱ | —                       | ۲۹                      | —                       | —                       | —                       | —                       | —                       | —                       | —                       |                                | بلو بنسترز                   |
| «دلال»                                                                        | ۲۰۲۱ | —                       | ۱۹                      | —                       | —                       | —                       | ۷۵                      | —                       | —                       | ۸۷                      |                                | بلو بنسترز                   |
| «برف در ساحل» (تیلور سوئیفت با همراهی لانا دل ری)                             | ۲۰۲۲ | ۴                       | —                       | —                       | ۳                       | ۶۹                      | ۳                       | ۴                       | ۱۶                      | ۴                       | - بریتانیا: نقره - کانادا: طلا | نیمه‌شب‌ها                     |
| نشانهٔ «—» مواردی را نشان می‌دهد که در آن کشور منتشر نشده یا به جدول نرسیده‌اند. |      |                         |                         |                         |                         |                         |                         |                         |                         |                         |                                |                              |